# Ala piccola

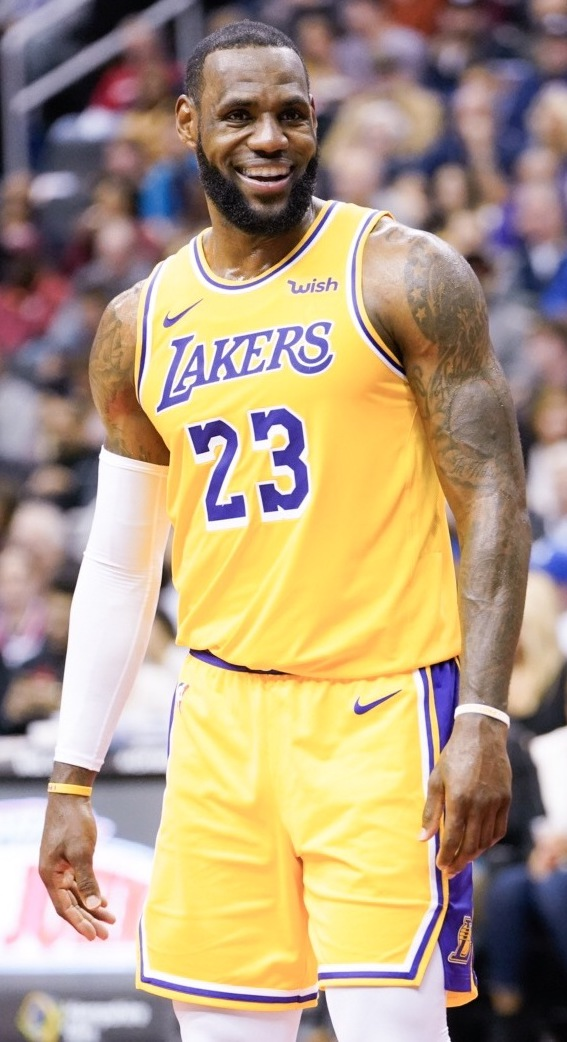
LeBron James, considerato da molti come uno dei più grandi small forward di tutti i tempi.

L'ala piccola, nella NBA nota come small forward, è uno dei cinque ruoli della pallacanestro. Nella numerazione standard è indicata con il numero 3.

## Caratteristiche
Si tratta di una posizione il cui apporto è richiesto sia in fase difensiva che offensiva. L'ala deve infatti recuperare i rimbalzi e stoppare i tiri avversari, oltre a far scattare il contropiede; in situazioni di attacco, penetra invece nella difesa avversaria. Qualità necessarie per l'interpretazione del ruolo sono la velocità e il senso tattico.
Larry Bird, Julius Erving, Elgin Baylor, John Havlicek, James Worthy, Dominique Wilkins, Scottie Pippen, LeBron James, Carmelo Anthony, Kawhi Leonard e Kevin Durant sono ritenuti tra i migliori interpreti del ruolo nella storia NBA.